# Megalodon: The Frenzy
Série
Megalodon Rising
(2021)
Pour plus de détails, voir Fiche technique et Distribution.
Megalodon: The Frenzy est un film d'horreur animalier américain réalisé par Brendan Petrizzo, sorti en 2023. Le film a pour vedettes Eric Roberts et Caroline Williams. Le film a été produit par The Asylum.

## Synopsis
Le cuirassé USS King a réussi à repousser les attaques du Mégalodon, mais a perdu le capitaine Lynch dans le combat. Sa place est donc prise par le lieutenant commander Sharp. Il doit encourager son équipage affaibli et faire réparer les moteurs du navire afin que le navire puisse atteindre le prochain port en toute sécurité.
Non loin de l’USS King se trouve le Cratos, une ancienne plate-forme pétrolière qui est en train d’être convertie en une installation énergétique expérimentale sous la supervision du Dr Rylie Clark. Sa nouvelle stagiaire, Kristy London, atteint le Cratos et assiste au travail du Dr Clark sur le fond marin à l’aide d’un sous-marin équipé d’une foreuse à fusion. Au cours de ce processus, de grandes parties du fond marin s’effondrent et cinq mégalodons peuvent pénétrer dans l’océan.
Par conséquent, le lieutenant commander Sharp est contacté à bord de l’USS King pour éliminer les requins.

## Distribution
- Eric Roberts : Lieutenant commander Sharp
- Caroline Williams : Dr Rylie Clark
- Jessica Chancelière : Kristy London
- Alex Trumble : Dr John Hilton
- Jeffery Daniels : Kurt Holt
- Chase Hamilton : Lance corporal Tolbert
- Benjamin James Formella : Soldat Hoskins
- Javi Luna : Brunson
- Jordan R. Hubbard : Capitaine Kacey Keele
- Sam Holeman : Ensign Baum
- Sharon Desiree : Esme West
- Jordy Tulleners : Tommie Bahhama

## Production
Il s’agit d’un mockbuster du film The Meg 2: The Trench (En eaux très troubles en français) avec Jason Statham dans le rôle principal,
Le tournage s’est déroulé principalement dans un studio de cinéma à Los Angeles, en Californie. Les scènes sur le cuirassé ont été filmées à San Pedro.
Il est sorti aux États-Unis le 18 août 2023, environ deux semaines après En eaux très troubles, en numérique et en vidéo à la demande. Il a également été distribué dans certains cinémas aux États-Unis à partir du 25 août 2023.

## Réception critique
Filmstarts critique les effets spéciaux du film et parle de « tous les mégarequins CGI bon marché ».
Dans sa critique dans Voices From The Balcony, Jim Morazzini critique la première heure du film, qui consiste principalement en des conversations entre les différentes équipes, des images d’archives de séquences sous-marines et des scènes des deux films précédents. Il ne peut pas s’expliquer comment trois scénaristes peuvent écrire une intrigue aussi faible. Les effets spéciaux sont critiqués, ainsi que le fait qu’il n’y a que quelques acteurs et figurants. Le film lui donne l’impression « d’avoir été assemblé par The Asylum à partir d’idées de scénario qui traînaient ou de les avoir recyclées de films précédents, ce qui expliquerait le trio de scénaristes. Et puis ils ont ajouté des effets spéciaux tout aussi mauvais et se sont retournés. Le résultat est un film que même le spectateur le plus fanatique de requins peut négliger en toute confiance. À la fin, il attribue une étoile sur cinq possibles.
MOVIES and MANIA a publié plusieurs critiques du public. La plupart d’entre eux pensent que le film est de la « merde » et ne peut être recommandé qu’aux « fans inconditionnels de Caroline Williams ». Le jeu d’acteur est décrit comme « mauvais », et les effets CGI sont également critiqués. Néanmoins, on trouve qu’ici et là le film est amusant et qu’il fait toujours bon rire.
Dans le score d’audience sur Rotten Tomatoes, le film a une note de 15% avec moins de 50 votes. Dans l'Internet Movie Database, le film a une note de 2,3 sur 10,0 étoiles possibles avec plus de 220 votes exprimés (en novembre 2023).